# Francisco Oller Ferrer
Cet article possède un paronyme, voir Francisco Oller.
Francesc Oller i Ferrer
Francisco Oller y Ferrer, ou Francesc Oller i Ferrer selon la graphie catalane (Sant Vicenç dels Horts, Baix Llobregat, 1757 — San Juan, Porto Rico, 1831), était un médecin espagnol d’origine catalane. 
Après des études de médecine à Barcelone, il fut appelé à exercer comme médecin militaire dans l’Empire espagnol, à Saint-Domingue d’abord, au Venezuela ensuite, et enfin à Porto Rico, où il passa le restant de sa vie. Ses compétences professionnelles et son don d’organisation le porteront à assumer les plus hautes responsabilités sanitaires, tant militaires que civiles. Son empathie et son dévouement aux moins nantis lui méritèrent l’épithète de « médecin de charité ». Il se distingua par la lutte qu’il mena contre le fléau de la variole, dans un premier temps en appliquant la méthode de la variolisation, ensuite, après la découverte faite par Edward Jenner, en organisant à Porto Rico une campagne de vaccination de masse, et cela dès avant l’arrivée de l’Expédition royale philanthropique de vaccination, ce qui lui valut de vives critiques et l’inimitié de la part de Francisco Javier Balmis, directeur de ladite expédition.

## Biographie

### Origines et formation
Francisco Oller y Ferrer naquit en 1756 dans le bourg de Sant Vicenç dels Horts, non loin de Barcelone. Ses parents, Pablo Oller et Catalina Ferrer, s’attachèrent à lui donner de bonne heure la meilleure éducation. Par affinité, il choisit d’embrasser la carrière médicale et s’inscrivit au Collège royal de Chirurgie de Barcelone, où il obtint en 1778 son titre de bachelier en médecine, avec spécialisation en chirurgie.
L’année suivante, il s’enrôla dans le 2e bataillon du régiment de Gardes royaux wallons pour y exercer en qualité d’assistant du chirurgien-major. En 1782, ses compétences furent jugées suffisantes que pour lui permettre de servir dans les rangs de l’expédition chargée d’intervenir dans le siège de la ville minorquine de Port Mahon, alors sous le feu de la marine française. Là, il fut ensuite promu assistant-chirurgien en premier de l’hôpital royal de l’armée, puis s’en retourna à Barcelone, pour y exercer avec le même titre à l’hôpital royal militaire de cette ville.
En décembre 1783, ayant réussi à l’examen du protomedicato, il se vit décerner le titre de chirurgien, qui l’habilitait à exercer « la chirurgie et l’algèbre chirurgicale dans les royaumes de sa majesté ».

### Mutation vers Saint-Domingue et Porto Rico
En janvier 1784, par ordre royal, Oller fut muté en qualité de chirurgien sur la ville de Saint-Domingue pour y être placé sous les ordres du gouverneur, qui le nomma médecin titulaire de la Commission sanitaire. Il lui incombera alors d’assumer toutes les responsabilités majeures en matière de santé publique, visitant notamment les embarcations pour prévenir la propagation des épidémies communes à cette époque. Il vécut ainsi une année à Saint-Domingue, y épousa Isabel de Fromesta, fille d’un juge de l’Audiencia, et, s’étant inscrit à l’université de Saint-Domingue, obtint le titre de bachelier en médecine, grade semblable à celui obtenu à l’université de Barcelone. Ses bonnes prestations conduisirent le gouvernement espagnol à le transférer en 1789 à Puerto Cabello, au Venezuela. De là, il fut à nouveau muté, par ordre royal, vers Porto Rico, sa dernière résidence, où il travaillera à l’hôpital royal de la ville de San Juan jusqu’en 1817.
Parallèlement, il eut à s’incorporer comme chirurgien-major dans les régiments de milices disciplinaires d’infanterie et de cavalerie de l’île, récemment créés par le gouverneur de Porto Rico, le général Miguel Antonio de Ustariz (1789-1792). En sus de ces fonctions officielles, il se chargeait de soigner les détenus de la prison portoricaine sans la moindre rémunération et consacrait son temps libre à aider les nécessiteux ; son désintéressement et sa bonté étaient connus de tous sur l’île, et son activité lui valut l’épithète de « médecin de charité » (médico de la caridad). L’évêque Francisco de la Cuerda décida de le nommer médecin de l’hôpital  de la Charité, avec un salaire de 50 pesos annuels, à peine suffisants pour couvrir ses frais personnels.
En 1792, une épidémie de variole se déclara à San Juan, introduite par le truchement d’esclaves africains contaminés débarqués sur l’île. Oller, autorisé par le cabildo à prodiguer ses soins aux malades civils, décida de mettre sur pied une campagne de variolisation, commençant d’ailleurs par ses propres enfants, jusqu’à ce que l’épidémie régressât au bout d’un an. 
Sa mission la plus notable fut sans doute celle d’avoir sous sa responsabilité, au titre de chirurgien-major des armées de défense, un groupe de plusieurs chirurgiens français et de faire en sorte que ceux-ci formassent sous son commandement un service médical efficace, apte à soigner les blessés lors de l’offensive de la flotte britannique contre Porto Rico en 1797. Il ne consentit à quitter ses fonctions qu’après guérison des blessés, dont le nombre se chiffra à 154 (sans compter les 48 soldats qui périrent) ; le brigadier Benito Pérez Valdelomar résuma l’action d'Oller comme suit : « (Oller) sut obtenir que tous les malades pussent bénéficier d’une assistance et des secours les plus prompts et les plus ponctuels, par quoi il attesta de son amour pour le Service royal, poursuivant ses efforts avec assiduité jusqu’à la retraite des ennemis ». La qualité de son travail, soulignée par le gouverneur Ramón Castro, porta le ministère de la Marine à lui décerner le titre de licencié et docteur du collège de Chirurgie de Cadix. Plus tard, en mars 1798, le Comité supérieur de Gouvernement lui conféra les titres de licencié et docteur en Chirurgie médicale, avec tous les avantages, prérogatives et distinctions afférents aux diplômés des universités majeures.
De nombreux témoignages attestent du dévouement d’Oller vis-à-vis des moins fortunés. L’évêque Juan Bautista de Zengotita Bengoa mit en relief l’amour, le zèle et la vigilance dont il faisait preuve dans l’exercice de ses fonctions à l’hôpital de la Charité et comme chirurgien-major de l’armée, et souligna la compétence et le désintéressement avec lesquels il prodiguait ses soins. D’autres, comme Luis Labussiere, commandant en chef du régiment de milices, relata en 1799 comment le docteur Oller s’était chargé à partir de 1790, sans gratification aucune, de tous les soins médicaux pour toute la garnison de la place.

### Vaccination anti-variolique
Ce par quoi Francisco Oller retiendra l’attention des historiens est le fait qu’il entreprit de vacciner contre la variole — selon la méthode jennérienne — un grand nombre de personnes dès avant l’arrivée de l’expédition royale anti-variolique dirigée par Francisco Javier Balmis. En effet, vers la fin 1803, une nouvelle épidémie de variole frappa Porto Rico, et le brigadier Ramón de Castro, instruit de la présence de vaccine sur l’île de Saint-Thomas voisine (alors danoise, actuellement l’une des îles Vierges), sollicita instamment, et obtint, un échantillon de ladite vaccine en urgence. Lorsque celle-ci fut arrivée dans l’île, il donna mission aux docteurs Francisco Oller et Tomás Prieto de la maintenir et de la propager. Après diverses péripéties, Oller fut en mesure de commencer à vacciner, avec succès, le 28 novembre 1803, et à partir du 17 décembre, l’on put procéder à des vaccinations publiques systématiques dans la ville de San Juan. Il est à préciser que de Saint-Thomas arrivèrent non seulement des flacons de vaccine, mais aussi une fillette récemment vaccinée, dont la lymphe vaccinale a pu être suffisante à vacciner tous les habitants de l’île de Porto Rico. En supposant donc que ces flacons n’eussent donné lieu qu’à des vaccinations infructueuses, cela ne signifierait point que celles effectuées avec le fluide provenant de la fillette fussent elles aussi sans résultat ; par conséquent, l’argument des flacons dénaturés que devait ultérieurement brandir Balmis contre Oller (v. ci-après) ne prouve pas que les vaccinations accomplies par le Dr. Oller, qui utilisa la lymphe de la fillette en temps opportun, aient toutes été inefficaces.
Par cette initiative du gouverneur Castro et le travail d’Oller, l’île de Porto s’était érigée en centre diffuseur de la vaccination jennérienne dès avant la venue de l’expédition Balmis. En outre, au même moment où Oller diffusait la vaccine se produisit, entre le 13 et le 25 février 1804, une poussée de variole dans le partido de Fajardo, faisant redouter une épidémie dans l’île. La solution qui fut alors mise en œuvre par les autorités consista à déplacer la population vers la ville de San Juan pour l’y vacciner, et une fois la chaîne vaccinale constituée et la lymphe obtenue, de la renvoyer à ses lieux d’origine. 
Toutefois, par égard pour l’Expédition royale, qui faisait alors voile vers Porto Rico, les vaccinations publiques lancées par Oller furent fâcheusement suspendues le 9 février. Il s’ensuivit qu’il n’y avait plus aucune activité vaccinatoire au moment où l’expédition jeta l’ancre à Porto Rico, ce que Balmis blâma durement, car le rythme de propagation avait été compromis et la chaîne de transmission vaccinale rompue. D’un autre point de vue, le travail réalisé par les médecins portoricains peut être considéré comme exemplaire, compte tenu que le 9 mars 1804 il a pu être affirmé que les enfants non encore vaccinés dans la ville de San Juan étaient devenus rares. Il a été calculé qu’Oller vaccina, jusqu’à l’arrivée de Balmis, cinq mille personnes en moyenne par mois.
La première escale américaine de l’expédition Balmis fut Porto Rico, où le navire expéditionnaire María Pita s’attarda jusqu’au 12 mars 1804. L’accueil fait à Balmis ne fut donc pas aussi chaleureux qu’il avait escompté. Pendant son séjour sur l’île, Balmis se heurta durement à Oller, prétendant que les vaccinations effectuées par ce dernier l’avaient été de manière précipitée et, selon lui, avec de faibles chances de réussite, raison pour laquelle il requit le gouverneur de revacciner toute la population et de lui procurer davantage d’enfants vaccinifères (c’est-à-dire faisant office de réservoirs vivants et temporaires de vaccine). Mais, comme le gouverneur avait pris parti pour Oller, Balmis n’eut plus qu’à renoncer à son projet. Oller cependant disposa ce que Balmis désirait. Celui-ci vérifia plusieurs vaccinations, puis résolut de poursuivre son voyage vers le Venezuela. Depuis son arrivée sur l’île, il n’avait cessé de se plaindre amèrement, notamment de l’« accueil froid qu’il avait trouvé chez le gouverneur, dont il attribua la précipitation à apporter la vaccine de Saint-Thomas davantage à son désir de s’attirer un mérite auprès du gouvernement qu’à celui de juguler l’épidémie de variole naturelle ». Balmis déclara également qu’« Oller était un incapable et que ses vaccinations avaient été inefficaces ».  
Par la suite, Oller fit partie, aux côtés du docteur José María Vargas, de la Commission supérieure de vaccination (Junta Superior de Vacuna) établie à San Juan le 28 avril 1818, et à ce titre prit la direction du programme organisant la diffusion et la perpétuation du fluide vaccinal.

### Dernières années et hommages
En 1803, en accord avec la coutume de l’époque, il sollicita du roi le titre honorifique de chirurgien de la chambre de Sa Majesté, requête à laquelle la couronne accéda. Il fut décoré de la croix de Charles III par le roi d’Espagne et se vit décerner l’Ordre d'Isabelle la Catholique. En 1815, Oller fut désigné, en reconnaissance de ses mérites, médecin de la chambre (médico de Cámara) — officier sanitaire chargé de l'inspection des boutiques d'apothicaires et de chirurgiens ainsi que des hôpitaux — de Sa Majesté et protomédecin (protomédico) de San Juan. En mai 1819, il fut nommé visiteur général de santé de Porto Rico, avec mission d’inspecter l’île et de faire rapport sur sa situation sanitaire.
Lorsqu’il eut 65 ans, Oller sollicita son départ à la retraite du service public, mais continua de prodiguer ses soins aux moins nantis. Il travailla quelque temps encore comme enseignant au collège Saint-Thomas de San Juan. 
Il était le grand-père paternel du peintre impressionniste portoricain Francisco Oller y Cestero.
Une rue de sa ville natale a été nommée en son honneur carrer Francesc Oller i Ferrer.